# Can Riudemeia
Can Riudemeia és una obra d'Argentona (Maresme) inclosa a l'Inventari del Patrimoni Arquitectònic de Catalunya. L'antiga masia de Riudemeia va pertànyer al guerrer de Riudemeia, de després s'anomenà d'Argentona.

## Descripció
Agrupació de construccions de diferents períodes amb successives ampliacions. La façana principal del casal presenta un portal dovellat i finestres amb ampit del segle xvii, té teulada a dues vessants i està dividida en dos habitatges. El porxo data del 1880. Les principals transformacions de l'interior de la casa són la incomunicació dels dos habitatges i l'afegit d'una escala a la part destinada als senyors que ha modificat el celler. Trobem integrat com a part del mas el molí de Riudameia. El mas es documenta des d'època medieval. A més de les edificacions esmentades cal assenyalar la construcció d'una cuina per als senyors i la renovació de les teulades amb bigues de ciment armat.